# Aba I
Aba I (Mār Āḇā) (Hala, fine V secolo – 552) è stato un vescovo cristiano orientale e scrittore siro, patriarca della Chiesa d'Oriente dal 540 al 552.

## Biografia
Nato a Hala, in Mesopotamia, alla fine del V secolo da una famiglia zoroastriana, tra il 520 e il 525 si convertì al cristianesimo di dottrina nestoriana, studiò e insegno alla Scuola di Nisibi. Imparò quindi il greco a Edessa e viaggiò a Costantinopoli e in Palestina, Egitto, Grecia, Elam, Persia. Fu il fondatore della scuola teologica di Seleucia: scrisse di filosofia, astronomia, medicina, fu autore di omelie e di mēmrē, e tradusse dal greco.
Commentatore della Sacra Scrittura, è noto specialmente per un libro in siriaco sul diritto matrimoniale, intitolato Sopra i limiti dei rapporti sessuali e sopra la presa delle donne; il libro, un commento ai divieti matrimoniali prescritti dal Levitico (XVIII e XX, 10-21), è diviso in cento capitoli o articoli e costituisce il tentativo più antico di letteratura giuridica nell'Oriente cristiano. Aba giustifica le disposizioni dell'Antico Testamento, polemizzando contro le dottrine mazdaico-zoroastriane sul matrimonio, cosa che gli procurò una vera e propria persecuzione. Gli viene inoltre accreditata una traduzione delle Scritture, di cui non è rimasta traccia, e la traduzione in siriaco della liturgia di Nestorio.
Fu vescovo di Seleucia-Ctesifonte e patriarca della Chiesa d'Oriente dal 539/540 al 552. Riorganizzò la Chiesa, tra il dicembre 543 e il gennaio 544, reintroducendo il celibato per i religiosi e vietando i matrimoni tra parenti prossimi. Per lo scià Cosroe I l'esempio di Aba, convertito dallo zoroastrismo al cristianesimo, divenne pericoloso: bisognava evitare che le conversioni aumentassero. Quando però il clero zoroastriano lo condannò a morte per apostasia, lo scià intervenne in suo favore e fece commutare la pena capitale con l'esilio: Mār Abā trascorse quindi un durissimo esilio di sette anni in Azerbaigian; al suo ritorno a Seleucia fu messo in prigione, dove morì nel 552. Suoi discepoli furono Paolo di Nisibi e Tommaso di Edessa.